# Тарабрин, Владимир Евгеньевич
Влади́мир Евге́ньевич Тара́брин (род. 10 января 1957) —  российский дипломат. Чрезвычайный и полномочный посол (2018).

## Биография
Окончил МГИМО МИД СССР (1979). На дипломатической работе с 1979 года. Владеет французским и английским языками.
- В 1995—1998 годах — начальник отдела, заместитель директора Правового департамента МИД России.
- В 1998—2002 годах — старший советник Постоянного представительства России при ООН в Нью-Йорке.
- С августа 2002 по сентябрь 2008 года — заместитель директора Правового департамента МИД России.
- С 16 сентября 2008 по 25 июня 2013 года — чрезвычайный и полномочный посол России в Габоне[1][2].
- С 2013 по июль 2017 года — посол по особым поручениям МИД России.
- С 2017 года по июль 2019 года — директор Департамента Ситуационно-кризисный центр МИД России[3].
- С июля 2019 по декабрь 2023 года – директор Департамента по вопросам новых вызовов и угроз МИД России[4].
- С 5 декабря 2023 года — чрезвычайный и полномочный посол Российской Федерации в Нидерландах и постоянный представитель Российской Федерации при Организации по запрещению химического оружия по совместительству[5].

## Дипломатический ранг
- Чрезвычайный и полномочный посланник 2 класса (8 июля 2004)[6].
- Чрезвычайный и полномочный посланник 1 класса (21 февраля 2011)[7].
- Чрезвычайный и полномочный посол (13 июня 2018)[8].

## Награды
- Орден Дружбы (11 июля 2021) — за большой вклад в реализацию внешнеполитического курса Российской Федерации и многолетнюю добросовестную дипломатическую службу[9]
- Медаль ордена «За заслуги перед Отечеством» I степени (14 мая 2016) — за активное участие в реализации основных направлений государственной политики в области международного антикоррупционного сотрудничества[10]
- Медаль ордена «За заслуги перед Отечеством» II степени (30 мая 2006) — за заслуги в реализации внешнеполитического курса Российской Федерации и многолетнюю плодотворную работу[11]